# Ispružač kažiprsta
Ispružač kažiprsta (lat. musculus extensor indicis ) mišić je stražnje strane podlaktice. Mišić inervira lat. nervus radialis.

## Polazište i hvatište
Mišić polazi s međukoštane opne podlaktice i lakante kosti (stražnje strane). Mišić prelazi u tetivu koja se hvata za distalni članak palca (stražnju stranu).